# Arado Ar 96

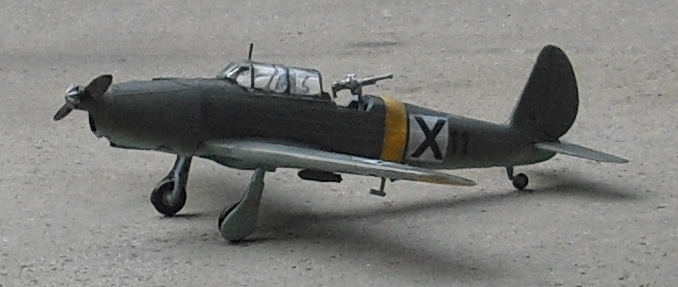
Arado Ar 96

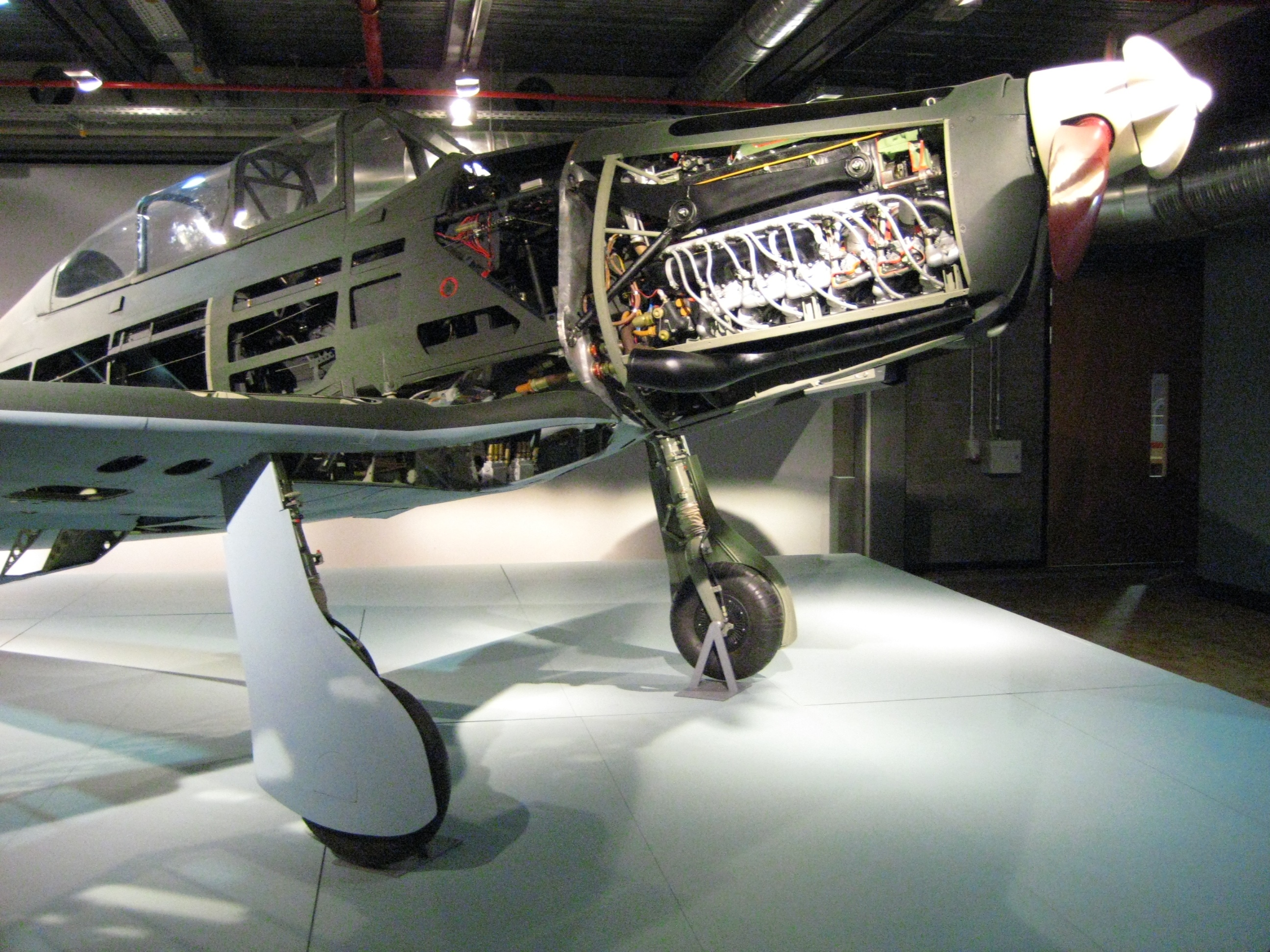
Arado Ar 96 in het Technikmuseum

De Arado Ar 96 is een Duits laagdekker-lesvliegtuig gebouwd door Arado. Tijdens de Tweede Wereldoorlog was dit vliegtuig het gebruikelijke geavanceerde lesvliegtuig van de Luftwaffe. Op dit moment  zijn er nog verschillende Ar 96’s te zien, zo staat er een deels opengewerkt exemplaar in het Deutsche Technikmuseum in Berlijn en in het Flyhistorik Museum in Sola, Noorwegen is een deels gerestaureerd toestel te zien. Dit is, in tegenstelling tot de machine in Berlijn, een origineel exemplaar.

## Ontwerp en ontwikkeling
Het ontwerp is van Walter Blume als een resultaat van de aanbesteding van het Reichsluftfahrtministerium, het Duitse ministerie voor de luchtvaart, in 1936. Het prototype vloog voor het eerst in 1938 aangedreven door een Argus As 10c-motor, met een vermogen van 179 kW (240 pk). In 1939 werd een eerste partij Ar 96A’s geproduceerd. Deze werd gevolgd door grote productie series van Ar 96B’s, die met zwaardere Argus As 410-motoren waren uitgerust.

## Operationele geschiedenis
De Ar 96 werd gebruikt voor gevorderde, nacht- en instrumententraining voor piloten. Naast de productie in Duitsland werden er ook bij Letov en Avia in het Reichsprotektorat Böhmen und Mähren, het Protectoraat Bohemen en Moravië, productielijnen opgezet. Na de Tweede Wereldoorlog in Tsjechoslowakije doorgezet als C-2 (de C staat voor Cvičný letoun, 'lesvliegtuig') . Een houten versie, bekend als Ar 396, werd gebouwd in Frankrijk, waar dit vliegtuig SIPA S.10 werd genoemd. In Frankrijk werd de S.10 verder ontwikkeld in de SIPA S.11, een bewapende versie en de SIPA S.12, een geheel metalen versie. 58 stuks werden tot 1958 geproduceerd. De S.11 had enkele successen in Algerije, uitgerust met geweren, raketten en lichte bommen.

## Versies
- Ar 96A: Geavanceerd dubbelzitslesvliegtuig, eerste productieversie
- Ar 96B: Verbeterde versie van de Ar 96, hoofdproductieversie
- C-2B: Tsjechoslowaakse bewapende versie van de Ar 96B, gebouwd bij Avia
- Ar 96B-1: Onbewapende piloot, lesvliegtuigversie
- Ar 96B-2
- Ar 96C
- Ar 396
- Ar 396A-1: Eenzitswapenlesvliegtuigversie
- Ar 396A-2: Onbewapende instrumentenlesvliegtuigversie
- SIPA S.10
- SIPA S.11
- SIPA S.12

## Specificaties
- Bemanning: 2, leerling en instructeur
- Lengte: 9,10 m
- Spanwijdte: 11,00 m
- Hoogte: 2,60 m
- Vleugeloppervlak: 17,10 m2
- Leeggewicht: 1 295 kg
- Max. startgewicht: 1 700 kg
- Motor: 1× Argus As 410 V-12, 347 kW (465 pk)
- Maximumsnelheid: 330 km/h
- Kruissnelheid: 295 km/h
- Vliegbereik: 990 km
- Plafond: 7 100 m
- Bewapening: 1× 7,92 mm MG 17 machinegeweer

## Gebruikers
- Duitsland
- Hongarije
- Roemenië
- Slowakije
- Tsjechoslowakije – gebruikte Avia C-2's na de Tweede Wereldoorlog

## Vergelijkbare vliegtuigen
- Miles Master
- North American Harvard
- Pilatus P-2